# 2024年佛蒙特州副州长选举
2024年佛蒙特州副州长选举于11月5日举行，前共和党州参议员约翰·罗杰斯战胜了寻求获得第四个非连续任期的现任进步党籍副州长大卫·朱克曼。此次选举与2024年美国总统选举、联邦参议院选举、联邦众议院选举以及各州和地方选举同时进行，而初选则定于2024年8月13日举行。
朱克曼于11月7日向罗杰斯承认败选，但他指出根据佛蒙特州宪法议会仍有权选他担任副州长。该宪法规定在没有候选人获得超过50%选票的情况下立法机构需要在得票率前三的候选人中选出最终当选者。最终佛蒙特州议会于2025年1月9日以158票对18票的结果选举罗杰斯为获胜者。

## 佛蒙特进步党初选

### 候选人

#### 获得提名后退出
- 索拉亚·海托华，前伯灵顿市议员[6][7]

#### 替补提名人
- 戴维·朱克曼[a]，现任副州长（2017年-2021年，2023年至今）[8]

### 初选结果
| 党派 | 党派   | 候选人        | 得票数 | 百分比 |
| ---- | ------ | ------------- | ------ | ------ |
|      | 进步党 | 索拉亚·海托华 | 256    | 61.69  |
|      | 进步党 | 选举欠票      | 72     | 17.35  |
|      | 海选票 | 海选票        | 86     | 20.72  |
|      | 进步党 | 过分投票      | 1      | 0.24   |
| 合计 | 合计   | 合计          | 415    | 100.0  |

## 民主党初选

### 候选人

#### 提名人
- 戴维·朱克曼[a]，现任副州长（2017年-2021年，2023年至今）[2]

#### 初选中被淘汰
- 托马斯·伦纳，威努斯基副市长[10]

### 各方背书
州议员
- 克里斯托弗·布雷，州参议员[11]
- 凯莎·拉姆·辛斯代尔，州参议员[11]
- 基蒂·托尔，前州众议员（伦纳的竞选财务主管）[11]

州议员
- 菲利普·巴鲁斯，佛蒙特州参议院临时议长[11]

组织
- 我们的革命[11]

### 竞选活动
伦纳在很大程度上避免批评朱克曼，而是强调了作为一名黑人同性恋者所能带来的代表性。伦纳还承诺在初选后不会“更换政党或增加其他政党隶属关系”，VTDigger将此解读为对朱克曼佛蒙特进步党人身份的暗讽。伦纳自诩为“进步的，小写的‘p’”。朱克曼则强调了自己的经验，指出在当选副州长之前他已在州议会任职多年。
朱克曼在筹款方面显著超过了伦纳，其筹得金额超过了111,000美元，而伦纳的筹款额约为43,000美元。VTDigger指出，伦纳的筹款中超过三分之一来自富有的共和党人士。伦纳声称这些捐款是自发的，这令他感到意外。

### 选举结果
| 党派 | 党派   | 候选人              | 得票数 | 百分比 |
| ---- | ------ | ------------------- | ------ | ------ |
|      | 民主党 | 戴维·朱克曼（现任） | 28,651 | 55.18  |
|      | 民主党 | 托马斯·伦纳         | 18,822 | 36.25  |
|      | 民主党 | 选举欠票            | 3,760  | 7.24   |
|      | 海选票 | 海选票              | 654    | 1.26   |
|      | 民主党 | 过分投票            | 39     | 0.08   |
| 合计 | 合计   | 合计                | 51,926 | 100.0  |

## 共和党初选

### 候选人

#### 提名人
- 约翰·罗杰斯，前民主党州参议员（2013年-2021年）[13]

#### 初选中被淘汰
- 格雷戈里·塞耶，前拉特兰市议员，2022 年副州长候选人[10]

### 各方背书
州级官员
- 菲尔·斯科特，佛蒙特州州长[14]

### 竞选活动
罗杰斯以温和派的形象参选，表示他不打算支持共和党总统候选人唐纳德·特朗普。塞耶则将自己定位为更保守的候选人，自称“此次竞选中唯一的共和党人”。

### 选举结果
| 党派 | 党派   | 候选人        | 得票数 | 百分比 |
| ---- | ------ | ------------- | ------ | ------ |
|      | 共和党 | 约翰·罗杰斯   | 13,836 | 55.44  |
|      | 共和党 | 格雷戈里·塞耶 | 8,615  | 34.52  |
|      | 共和党 | 选举欠票      | 2,238  | 8.97   |
|      | 海选票 | 海选票        | 234    | 0.94   |
|      | 共和党 | 过分投票      | 35     | 0.14   |
| 合计 | 合计   | 合计          | 24,958 | 100.0  |

## 决选

### 候选人
- 伊恩·戴蒙斯通，贸易顾问（绿山和平与正义党）[17]
- 约翰·罗杰斯，前民主党州参议员（2013年-2021年）[13]（共和党）
- 戴维·朱克曼[a]，现任副州长（2017年-2021年，2023年至今）[2]（佛蒙特进步党，民主党）

### 预测
| 來源           | 評級            | 日期          |
| -------------- | --------------- | ------------- |
| 薩巴託的水晶球 | 安全D（民主党） | 2024年1月31日 |

### 选举结果
11月5日，罗杰斯的得票数多于朱克曼。
| 党派 | 党派                           | 候选人              | 得票数  | 百分比  |
| ---- | ------------------------------ | ------------------- | ------- | ------- |
|      | 共和党                         | 约翰·罗杰斯         | 171,854 | 48.8%   |
|      | 佛蒙特进步党/民主党            | 戴维·朱克曼（现任） | 165,876 | 47.1%   |
|      | 绿山和平与正义党               | 伊恩·戴蒙斯通       | 13,671  | 3.9%    |
|      | 海选票                         | 海选票              | 1,013   | 0.3%    |
| 合计 | 合计                           | 合计                | 352,414 | 100.00% |
|      | 共和党赢得了进步党所把持的席位 |                     |         |         |

### 议会投票
根据佛蒙特州宪法规定，副州长选举获得过半选票才能当选，对此佛蒙特州议会于2025年1月9日投票决定胜者。自1976年以来，州议会一直投票支持选举的票最多者，但戴蒙斯通呼吁州议会支持朱克曼，理由是两位更倾向自由派的候选人获得了大多数选民的支持。朱克曼在2024年11月7日承认了选举结果，但表示赞同戴蒙斯通的论点。并表示他将“向立法者指出这些事实”，尽管他表示不会“竭力争取”，并且认为“议会不会照做”。而绿山和平与正义党则呼吁立法机构支持朱克曼。最终议会在面对呼声时依然决定支持罗杰斯。
| 党派 | 党派                | 候选人              | 得票数 | 百分比 |
| ---- | ------------------- | ------------------- | ------ | ------ |
|      | 共和党              | 约翰·罗杰斯         | 158    | 87.77% |
|      | 佛蒙特进步党/民主党 | 戴维·朱克曼（现任） | 18     | 10.23% |
|      | 绿山和平与正义党    | 伊恩·戴蒙斯通       | 0      | 0%     |
| 合计 |                     |                     |        |        |